# (9865) Akiraohta
(9865) Akiraohta – planetoida z pasa głównego asteroid okrążająca Słońce w ciągu 3 lat i 100 dni w średniej odległości 2,2 j.a. Została odkryta 3 października 1991 roku w obserwatorium w Toyota przez Kenzō Suzukiego i Takeshiego Uratę. Nazwa planetoidy pochodzi od Akiry Ohta (1951-2002), astronoma amatora zajmującego się obserwacjami meteorów i komet. Przed nadaniem nazwy planetoida nosiła oznaczenie tymczasowe (9865) 1991 TP1.